# Final do Grand Prix de Patinação Artística no Gelo de 2002–03
A Final do Grand Prix de Patinação Artística no Gelo de 2002–03 foi a oitava edição da competição, um evento anual de patinação artística no gelo organizado pela União Internacional de Patinação (em inglês:  International Skating Union), e o evento final do Grand Prix de 2002–03. Os patinadores se qualificaram para essa competição através de outras seis competições: Trophée Lalique, NHK Trophy, Cup of Russia, Bofrost Cup on Ice, Skate America e Skate Canada International. A competição foi disputada entre os dias 28 de fevereiro e 2 de março de 2003, na cidade de São Petersburgo, Rússia.

## Eventos
- Individual masculino
- Individual feminino
- Duplas
- Dança no gelo

## Medalhistas
| Evento                        | Ouro                                        | Prata                                     | Bronze                                      |
| Individual masculino detalhes | Evgeni Plushenko · Rússia                   | Ilia Klimkin · Rússia                     | Brian Joubert · França                      |
| Individual feminino detalhes  | Sasha Cohen · Estados Unidos                | Irina Slutskaya · Rússia                  | Viktoria Volchkova · Rússia                 |
| Duplas detalhes               | Tatiana Totmianina · Maxim Marinin · Rússia | Shen Xue · Zhao Hongbo · China            | Maria Petrova · Alexei Tikhonov · Rússia    |
| Dança no gelo detalhes        | Irina Lobacheva · Ilia Averbukh · Rússia    | Tatiana Navka · Roman Kostomarov · Rússia | Albena Denkova · Maxim Staviyski · Bulgária |

## Resultados

### Individual masculino
| Pos.              | Nome             | Nacionalidade | Pontos | PC | PL1 | PL2 |
| ----------------- | ---------------- | ------------- | ------ | -- | --- | --- |
| Medalha de ouro   | Evgeni Plushenko | Rússia        | 2.0    | 1  | 1   | 1   |
| Medalha de prata  | Ilia Klimkin     | Rússia        | 4.0    | 2  | 2   | 2   |
| Medalha de bronze | Brian Joubert    | França        | 7.0    | 4  | 4   | 3   |
| 4                 | Alexander Abt    | Rússia        | 8.0    | 3  | 3   | 5   |
| 5                 | Li Chengjiang    | China         | 9.4    | 6  | 5   | 4   |
| 6                 | Zhang Min        | China         | 11.6   | 5  | 6   | 6   |

### Individual feminino
| Pos.              | Nome               | Nacionalidade  | Pontos | PC | PL1 | PL2 |
| ----------------- | ------------------ | -------------- | ------ | -- | --- | --- |
| Medalha de ouro   | Sasha Cohen        | Estados Unidos | 2.6    | 1  | 2   | 1   |
| Medalha de prata  | Irina Slutskaya    | Rússia         | 3.4    | 2  | 1   | 2   |
| Medalha de bronze | Viktoria Volchkova | Rússia         | 7.0    | 3  | 3   | 4   |
| 4                 | Shizuka Arakawa    | Japão          | 7.8    | 6  | 4   | 3   |
| 5                 | Elena Liashenko    | Ucrânia        | 9.6    | 4  | 5   | 5   |
| 6                 | Fumie Suguri       | Japão          | 11.6   | 5  | 6   | 6   |

### Duplas
| Pos.              | Nome                                 | Nacionalidade | Pontos | PC | PL1 | PL2 |
| ----------------- | ------------------------------------ | ------------- | ------ | -- | --- | --- |
| Medalha de ouro   | Tatiana Totmianina / Maxim Marinin   | Rússia        | 2.0    | 1  | 1   | 1   |
| Medalha de prata  | Shen Xue / Zhao Hongbo               | China         | 4.0    | 2  | 2   | 2   |
| Medalha de bronze | Maria Petrova / Alexei Tikhonov      | Rússia        | 6.0    | 3  | 3   | 3   |
| 4                 | Julia Obertas / Alexei Sokolov       | Rússia        | 8.0    | 4  | 4   | 4   |
| 5                 | Dorota Zagórska / Mariusz Siudek     | Polônia       | 10.0   | 5  | 5   | 5   |
| 6                 | Anabelle Langlois / Patrice Archetto | Canadá        | 12.0   | 6  | 6   | 6   |

### Dança no gelo
| Pos.              | Nome                                   | Nacionalidade | Pontos | DO | DL1 | DL2 |
| ----------------- | -------------------------------------- | ------------- | ------ | -- | --- | --- |
| Medalha de ouro   | Irina Lobacheva / Ilia Averbukh        | Rússia        | 2.0    | 1  | 1   | 1   |
| Medalha de prata  | Tatiana Navka / Roman Kostomarov       | Rússia        | 4.0    | 2  | 2   | 2   |
| Medalha de bronze | Albena Denkova / Maxim Staviski        | Bulgária      | 6.0    | 3  | 3   | 3   |
| 4                 | Elena Grushina / Ruslan Goncharov      | Ucrânia       | 8.0    | 4  | 4   | 4   |
| 5                 | Galit Chait / Sergei Sakhnovski        | Israel        | 10.0   | 5  | 5   | 5   |
| 6                 | Marie-France Dubreuil / Patrice Lauzon | Canadá        | 12.0   | 6  | 6   | 6   |

## Quadro de medalhas
| Ordem | País           | Medalha de ouro | Medalha de prata | Medalha de bronze |    | Ordem por total |
| ----- | -------------- | --------------- | ---------------- | ----------------- | -- | --------------- |
| 1     | Rússia         | 3               | 3                | 2                 | 8  | 1               |
| 2     | Estados Unidos | 1               |                  |                   | 1  | 2               |
| 3     | China          |                 | 1                |                   | 1  | 2               |
| 4     | Bulgária       |                 |                  | 1                 | 1  | 2               |
| 4     | França         |                 |                  | 1                 | 1  | 2               |
| TOTAL | TOTAL          | 4               | 4                | 4                 | 12 | —               |